# Hailee Steinfeld
Hailee Steinfeld (Los Angeles, 11 dicembre 1996) è un'attrice e cantante statunitense.
Nel 2010 esordisce sul grande schermo nel film drammatico Il Grinta, con il quale ottiene il plauso della critica e si aggiudica all'età di quattordici anni la sua prima candidatura al Premio Oscar, ai British Academy Film Awards, ai Critics' Choice Awards ed ai Screen Actors Guild Award.
È inoltre nota per il ruolo di Nadine Franklin nel film 17 anni (e come uscirne vivi) che le è valso una candidatura ai Golden Globe come migliore attrice in un film commedia o musicale.

## Biografia

### Origini
Hailee è nata nel quartiere di Tarzana a Los Angeles, figlia di Cheri (nata Domasin), una interior designer, e Peter Steinfeld, un personal trainer. Ha un fratello maggiore, Griffin, e suo zio è il personal trainer Jake Steinfeld. Suo padre è ebreo, mentre suo nonno materno è metà filippino e metà afroamericano.

### Carriera
Hailee ha iniziato a recitare all'età di otto anni, inizialmente prendendo parte a numerosi cortometraggi per acquisire esperienza. Ha interpretato il ruolo di Talia Alden nel pluripremiato cortometraggio, She's a Fox. Ha continuato a fare diversi spot televisivi e ad essere ospite in programmi televisivi.
Nel 2010 Hailee è stata scelta tra 15 000 ragazze per il ruolo di Mattie Ross ne Il Grinta, dei fratelli Coen. Per questa interpretazione ha ricevuto la candidatura come migliore attrice non protagonista ai Premi Oscar 2011. Nel maggio 2011 Miu Miu ha annunciato di aver scelto Hailee Steinfeld come il suo nuovo volto pubblicitario. Nel 2013 ha interpretato il ruolo di Giulietta Capuleti nell'adattamento cinematografico della tragedia di Shakespeare Romeo e Giulietta del regista Carlo Carlei.
Tra il 2013 e il 2015 ha partecipato a diverse produzioni tra cui il fantascientifico Ender's Game, adattamento cinematografico del romanzo Il gioco di Ender di Orson Scott Card, il film d'azione 3 Days to Kill al fianco di Kevin Costner, la commedia Pitch Perfect 2, dove interpreta il ruolo di Emily Junk, e il drammatico Ten Thousand Saints, adattamento dell'omonimo romanzo di Eleanor Henderson.
Sempre nel 2015 ha partecipato al video di Bad Blood, celebre singolo di Taylor Swift e Kendrick Lamar. Ad agosto 2015 esce il suo singolo di debutto Love Myself, disco di platino negli Stati Uniti, di cui è stato registrato anche un video. Il singolo è il primo estratto dall'EP Haiz, rilasciato a novembre 2015. Nel febbraio 2016 pubblica il secondo singolo estratto, Rock Bottom in una nuova versione in collaborazione con la band DNCE. A luglio dello stesso anno rilascia un nuovo singolo, Starving, che vede la partecipazione di Grey e Zedd e diventa il suo più grande successo, conquistando il disco di platino in molti paesi e il doppio disco di platino in America.
Parallelamente alla sua carriera musicale, nel 2016 partecipa al film The Edge Of Seventeen nei panni della protagonista, ricevendo critiche positive e ottenendo una nomination ai Golden Globe 2017.
Nel 2017 riprende il suo ruolo di Emily Junk in Pitch Perfect 3. In quest’anno rilascia due singoli: Most Girls ad aprile e Let Me Go a settembre, in collaborazione con Alesso.
Nel 2018 prende parte al film Bumblebee e registra la canzone Back To Life per la sua colonna sonora, oltre a partecipare al Witness: The Tour di Katy Perry, aprendo alcuni concerti europei. In tale anno l'artista viene scelta anche come conduttrice degli MTV Europe Music Awards.
Sempre nel 2018 presta la voce a Gwen Stacy (Spider-Woman) nel film Spider-Man - Un nuovo universo.
Nel 2019 pubblica invece il brano Afterlife e partecipa alla serie TV Dickinson: il brano citato fa parte della colonna sonora dello show.
Nel 2020, Hailee pubblica il suo secondo EP Half Written Story, anticipato dai singoli "Wrong Direction" e "I Love You's"; quest'ultimo brano include un campionamento del classico di Annie Lennox "No More "I Love You's"". Successivamente, Steinfeld collabora con il cantante Chen Linong nel brano Masterpiece.
Nel 2021, interpreta Kate Bishop (Occhio di Falco) nel Marvel Cinematic Universe, e debutta nella miniserie televisiva Hawkeye.
Nel 2022, Hailee torna nell'ambito musicale, con il singolo Coast, in collaborazione con Anderson Paak.
Nel 2023 presta di nuovo la voce al personaggio di Gwen Stacy (Spider-Woman) nel secondo capitolo della trilogia dell'uomo ragno targata Sony: Spider-Man: Across the Spider-Verse e riprende brevemente il ruolo di Kate Bishop nel film in cameo The Marvels.

## Discografia

### EP
- 2015 – Haiz
- 2020 – Half Written Story

### Singoli
- 2015 – Flashlight
- 2015 – Love Myself
- 2016 – Rock Bottom (con i DNCE)
- 2016 – Starving (con Zedd)
- 2017 – Most Girls
- 2017 – Let Me Go (con Alesso feat. Florida Georgia Line e Watt)
- 2018 – Capital Letters (con BloodPop)
- 2018 – Back to Life
- 2019 – Afterlife
- 2020 – Wrong Direction
- 2020 – I Love You's
- 2022 – Coast (con Anderson .Paak)
- 2023 – SunKissing
- 2025 – Dangerous

## Filmografia

### Attrice

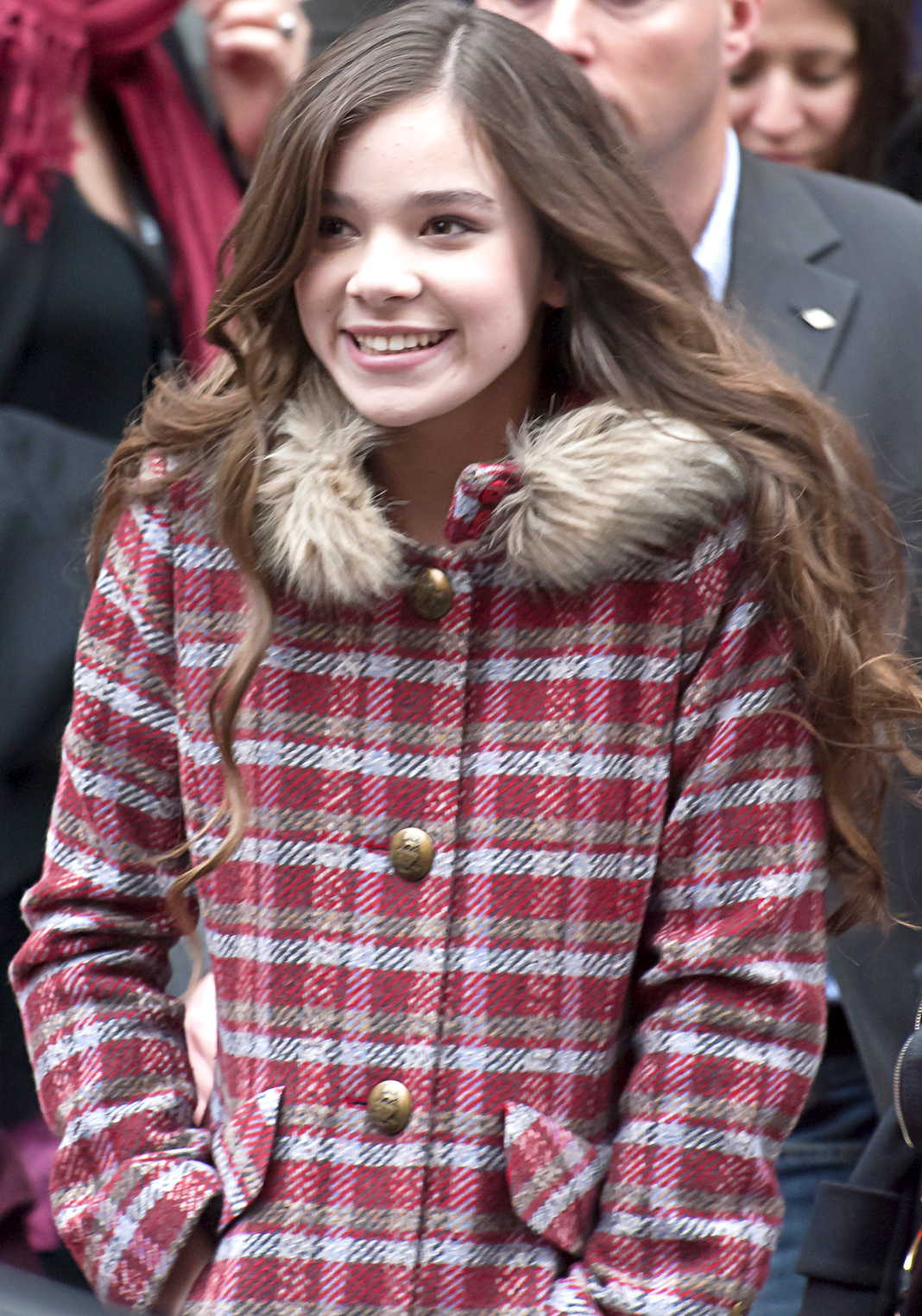
Steinfeld nel 2011 al Festival internazionale del cinema di Berlino

#### Cinema
- Il Grinta (True Grit), regia di Joel ed Ethan Coen (2010)
- Hateship, Loveship, regia di Liza Johnson (2013)
- Romeo and Juliet, regia di Carlo Carlei (2013)
- Tutto può cambiare (Begin Again), regia di John Carney (2013)
- Ender's Game, regia di Gavin Hood (2013)
- 3 Days to Kill, regia di McG (2014)
- The Homesman, regia di Tommy Lee Jones (2014)
- The Keeping Room, regia di Daniel Barber (2014)
- Pitch Perfect 2, regia di Elizabeth Banks (2015)
- Barely Lethal - 16 anni e spia (Barely Lethal), regia di Kyle Newman (2015)
- Ten Thousand Saints, regia di Shari Springer Berman e Robert Pulcini (2015)
- 17 anni (e come uscirne vivi) (The Edge of Seventeen), regia di Kelly Fremon Craig (2016)
- Tempo limite (Term Life), regia di Peter Billingsley (2016)
- Pitch Perfect 3, regia di Trish Sie (2017)
- Bumblebee, regia di Travis Knight (2018)
- Between Two Ferns - Il film (Between Two Ferns: The Movie), regia di Scott Aukerman (2019)
- Charlie's Angels, regia di Elizabeth Banks (2019) - cameo
- The Marvels, regia di Nia DaCosta (2023) - cameo
- I peccatori (Sinners), regia di Ryan Coogler (2025)

#### Televisione
- Genitori in diretta (Back to You) – serie TV, 1 episodio (2007)
- Summer Camp, regia di Lev L. Spiro – film TV (2010)
- Padre in affitto – serie TV, 1 episodio (2010)
- Dickinson – serie TV, 30 episodi (2019-2021)
- Hawkeye – miniserie TV, 6 puntate (2021)

#### Cortometraggi
- Heather: A Fairy Tale, regia di Vincent Raisa (2009)
- She's a Fox, regia di Cameron Sawyer (2009)
- Without Wings, regia di Megan Weaver (2010)
- Grand Cru, regia di Aimee Long (2010)
- The Magic Bracelet, regia di Jon Poll (2013)

#### Videoclip
- Graduation (2019)

### Doppiatrice
- Quando c'era Marnie (Omoide no Mānī), regia di Hiromasa Yonebayashi (2014) – edizione in lingua inglese
- Spider-Man - Un nuovo universo (Spider-Man: Into the Spider-Verse), regia di Bob Persichetti (2018)
- Arcane – serie animata (2021-2024)
- Spider-Man: Across the Spider-Verse, regia di Joaquim Dos Santos, Kemp Powers e Justin K. Thompson (2023)
- What If...? - animata (2024)

## Doppiatrici italiane
Nelle versioni in italiano delle opere in cui ha recitato, Hailee Steinfeld è stata doppiata da:
- Emanuela Ionica in Romeo and Juliet, Pitch Perfect 2, Pitch Perfect 3, Bumblebee, Between Two Ferns - Il film, Charlie's Angels, Dickinson, Hawkeye, The Marvels
- Letizia Ciampa ne Il Grinta, Ender's Game, Barely Lethal - 16 anni e spia, 17 anni (e come uscirne vivi)
- Virginia Brunetti in Tutto può cambiare
- Lucrezia Marricchi in 3 Days to Kill
- Laura Amadei in Tempo limite
- Martina Felli ne I peccatori

Da doppiatrice è sostituita da:
- Roisin Nicosia in Spider-Man - Un nuovo universo, Spider-Man: Across the Spider-Verse
- Letizia Scifoni in Arcane
- Emanuela Ionica in What If...?

## Riconoscimenti
Premio Oscar
- 2011 – Candidatura per la miglior attrice non protagonista per Il Grinta

Golden Globe
- 2017 – Candidatura per la migliore attrice in un film commedia o musicale per 17 anni (e come uscirne vivi)

British Academy Film Awards
- 2011 – Candidatura per la miglior attrice protagonista per Il Grinta

Critics' Choice Awards
- 2011 – Miglior giovane interprete per Il Grinta
- 2011 – Candidatura per la miglior attrice non protagonista per Il Grinta
- 2016 – Candidatura per la miglior attrice in un film commedia per 17 anni (e come uscirne vivi)[28]
- 2016 – Candidatura per il miglior giovane interprete per 17 anni (e come uscirne vivi)

Empire Awards
- 2012 – Candidatura per il miglior debutto femminile per Il Grinta

London Critics Circle Film Awards
- 2011 – Candidatura per la miglior attrice dell'anno per Il Grinta

MTV Movie & TV Awards
- 2011 – Candidatura per la miglior performance rivelazione per Il Grinta
- 2017 – Candidatura per la miglior performance in un film per 17 anni (e come uscirne vivi)

Phoenix Film Critics Society Awards
- 2010 – Miglior attrice debuttante per Il Grinta
- 2010 – Candidatura per la miglior attrice non protagonista per Il Grinta

Santa Barbara International Film Festival
- 2011 – Virtuoso Award per Il Grinta

Screen Actors Guild Award
- 2011 – Candidatura per la migliore attrice non protagonista cinematografica per Il Grinta

Southeastern Film Critics Association Awards
- 2010 – Miglior attrice non protagonista per Il Grinta

Young Hollywood Awards
- 2011 – Rivelazione dell'anno per Il Grinta